# 花野井
花野井（はなのい、? - 1873年（明治6年））は、幕末の水戸藩の女中。名は理子。父は橋本実誠、兄に橋本実久、妹に大奥の権力を握った姉小路がいる。和宮の大叔母にあたる。

## 生涯
水戸藩主徳川斉昭に嫁いだ登美宮吉子付きの老女とも、斉昭付きの老女とも言われ、妹の姉小路と通じて一橋派工作を助けたという。
三田村鳶魚の取材によると、斉昭と通じて子を孕んだと言われる水戸藩老女唐橋と同一人物で、京都に帰洛した後に花野井と改称して再び斉昭の元に赴いたとされる。しかし唐橋は高松氏の娘であり、花野井と同一人物とする史料は他にないため不明である。